# Ben Eaves
Benjamin Coel (Ben) Eaves (Minneapolis, 27 maart 1982) is een Amerikaanse ijshockeyspeler. Hij is geboren in Minneapolis, Minnesota in de Verenigde Staten. Hij speelde bij de Finse club Jokerit uit Helsinki, meestal op de  center-positie. Ben Eaves schiet met rechts en heeft rugnummer 42.